# کولنو
کولنو  یک منطقهٔ مسکونی در آمریکا که در شهرستان کولنو واقع شده‌است. کولنو ۲۵٫۰۸ کیلومتر مربع مساحت و ۱۰۷۵۲ نفر جمعیت دارد .www.kol.ir